# Bekzod Abdurakhmonov
Bekzod Makhamadzhonovich Abdurakhmonov (en russe : Бекзод Махамаджонович Абдурахмонов ; né le 15 mars 1990 à Tachkent) est un lutteur ouzbek, spécialiste de lutte libre et de MMA.
Lors des Jeux olympiques de 2016, il bat Jordan Burroughs par 11-1 mais est défait par Jabrayil Hasanov pour la médaille de bronze.
Il remporte le titre des moins de 74 kg lors des Jeux asiatiques de 2018 à Jakarta.